# Manuel Ano
Pour les articles homonymes, voir Ano.
Manuel Ano, né le 21 août 1992 à Rouen en Normandie, est un cadreur sous-marin et un plongeur professionnel (scaphandrier), spécialiste de la plongée en conditions polaires ainsi que des épaves de la Seconde Guerre mondiale en Manche. 

## Biographie
Manuel Ano est le fils de Julio Ano et Christine Crouillebois . Il a grandi en Normandie près de la Manche où il y a appris la plongée en apnée. Il est né dans une famille de gardiens de phare, de marins et de pêcheurs, ce qui l'a vite initié à sa passion pour la mer et les milieux aquatiques. Durant son adolescence il pratique le vélo acrobatique de manière semi-professionnelle. Il fonde alors l'association TwoRides-FourFriends qui offrait gracieusement des cours de vélo aux jeunes. Il s'installe ensuite au Québec afin de poursuivre des études en multimédia. Ceci l'amène à travailler en tant que photographe et cadreur. En 2015, il crée l'entreprise de production audiovisuelle ProdAqua. Manuel se spécialise rapidement à la prise d'images en conditions extrêmes, dont alpines et sous-marines. Il poursuit, en 2018, une formation de plongée professionnelle à l'Institut National de la Plongée Professionnelle à Marseille. Avec ses diverses formations il est désormais un cadreur et explorateur sous-marin et participe à de nombreux documentaires. Il est l'une des rares personnes qui filment en apnée sous la glace.

## Images sous-marines et aquatiques
- 2019 : Où es-tu?
- 2019 : The Lodge
- 2019 : Les Profondeurs
- 2019 : Les  Inoxydables
- 2019 : Bretagne & Normandie - Une marée d'histoires
- 2020 : Underwater
- 2021 : Secrets des profondeurs
- 2021 : Découverte
- 2021 : Génial!
- 2021 : Microplastiques : menace dans le Saint-Laurent
- 2021 : Le village englouti
- 2022 : Ocean One K, L’archéologue des abysses
- 2022 : Esquerquis, le musée des abysses – Mission Skerki Bank
- 2023 : Ballets Russes
- 2023 : Plongez dans l'univers du Lac Saint-Charles
- 2023 : Missions scientifiques - DRASSM
- 2023 : Migration des saumons de l'Atlantique
- 2023 : Mission scientifique - Ile Bonaventure
- 2023 : Eaux douces normandes insoupçonnées (VR-360)
- 2023 : Démineurs, sur le front de la guerre
- 2024 : La semaine verte
- 2024 : La vie secrète des animaux
- 2024 : Migration des saumons de l'Atlantique II
- 2024 : Mission scientifique - Ile Bonaventure II

## Exploration
Manuel explore à la fois des zones éloignées et peu visitées tel qu’au Canada et au Groenland en plus d’explorer des zones locales et urbaines. Ses explorations modernes contribuent à apporter les populations à se réapproprier des endroits qui sont souvent oubliés et sous-estimés. Il présente ainsi les espaces aquatiques insoupçonnés locaux au grand public et aux groupes scolaires.

## Mission 1000 Tonnes France
La Mission 1000 tonnes France, branche française de l'association canadienne Mission 1000 Tonnes, a été lancée par Manuel en 2022. Cette association a pour objectif la sensibilisation à l'écologie et à l'environnement, à travers des opérations de ramassages de déchets et bien d'autres activités auprès des citoyens, entreprises et groupes scolaires. Depuis son lancement en 2022, Manuel a déjà mobilisé des centaines de volontaires et retiré des dizaines de tonnes de déchets.